# Château de Pál Kray
Le château de Pál Kray (en serbe cyrillique : Каштел Пала Краиа ; en serbe latin : Kaštel Pala Kraia) est situé à Bačka Topola, dans la province de Voïvodine et dans le district de Bačka septentrionale, en Serbie. Il est inscrit sur la liste des monuments culturels de grande importance de la république de Serbie (identifiant no SK 1817),.

## Présentation

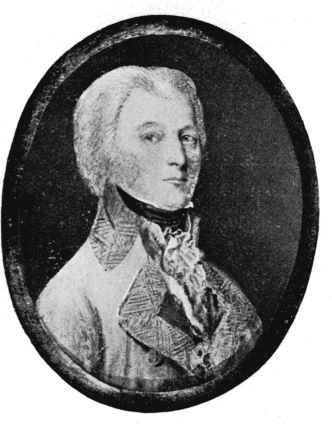
Le général autrichien Pál Kray

Le château est situé au centre de Bačka Topola, à proximité de l'église catholique. Il a été construit en 1806 pour le baron Pál Kray qui voulait en faire la résidence de sa famille.
L'édifice, qui s'inscrit dans un plan rectangulaire, est constitué d'un rez-de-chaussée et d'un étage ; sa façade principale et son entrée donnent sur la rue. Cette façade est dotée d'une avancée centrale ornée de moulures en plâtre et soulignée par un grand portail et un balcon en fer forgé caractéristique de l'époque de la construction. Sur le plan architectural, le bâtiment témoigne de la transition entre le baroque et le néo-classicisme.
Aujourd'hui, le château abrite une galerie de peintures et le Musée régional de la ville.

## Musée
Le musée a ouvert ses portes en 2002 en tant que département du musée municipal de Subotica. Il présente des collections d'histoire naturelle, d'archéologie, d'ethnographie ainsi que des collections liées à la littérature et à l'art. Le musée abrite la bibliothèque de l'architecte Imre Harkai et une pièce consacrée au médecin János Hadzsy.